# Vito Callioni
Vito Callioni (Stezzano, 11 marzo 1948) è un ex calciatore e allenatore di calcio italiano, nel ruolo di difensore.

## Carriera

### Giocatore
Dopo aver cominciato la carriera nello Spezia passa al Como e successivamente viene ceduto nel 1974 al Torino per acquistare il giovane Marco Tardelli.
A Torino, dove rimane una sola stagione, viene subito ceduto al L.R. Vicenza in cambio di Fabrizio Gorin. Con i biancorossi conquista il secondo posto nel 1977-1978 facendo parte della squadra del cosiddetto Real Vicenza, rimanendo anche l'anno successivo e partecipando alla Coppa UEFA.
Dopo la retrocessione della squadra nel 1979 passa per un anno alla Reggiana e quindi al Livorno, sempre in Serie C1.
Ha giocato anche nella Sampdoria nella stagione 1976-1977, quando pur realizzando il suo record personale di reti in Serie A, con 4 realizzazioni, non riesce ad evitare la retrocessione della formazione genovese.
In carriera ha totalizzato complessivamente 84 presenze e 7 reti in Serie A e 44 presenze e 3 reti in Serie B.

### Allenatore
Nel Campionato Interregionale 1983-1984 allena il Ponte San Pietro. Nella stagione successiva passa al settore giovanile del Piacenza, dove resta per cinque anni (allenando tra gli altri Filippo Inzaghi) prima di interrompere per proseguire la sua attività di assicuratore.